# ودارتووو
ودارتووو (به لاتین: Wydartowo) یک روستا در لهستان است که در گمینا تژمشنو واقع شده‌است.